# Pawłowice (Lipsko)
Pour les articles homonymes, voir Pawłowice.
Pawłowice (prononciation : [pavwɔˈvit͡sɛ]) est un village polonais de la gmina de Solec nad Wisłą dans le powiat de Lipsko de la voïvodie de Mazovie dans le centre-est de la Pologne.
Il se situe à environ 8 kilomètres au sud de Solec nad Wisłą (siège de la gmina), 12 km au sud-est de Lipsko (siège du powiat) et à 138 km au sud de Varsovie (capitale de la Pologne).

## Histoire
De 1975 à 1998, le village appartenait administrativement à la voïvodie de Radom.